# Perosa Argentina
Perosa Argentina (en français Pérouse) est une commune de la ville métropolitaine de Turin, dans le Val Cluson, dans la région Piémont en Italie.

## Histoire
La commune s'appelait originellement Perosa, dont le terme « Perosa » vient du mot « peira » qui, en langue occitane, signifie « pierre », se référant à une route en pierres ou « petrosa », soit un chemin de cailloux.
On suppose que c'est en raison de la présence de mines d'argent que son nom fut complété en 1863 en Perosa Argentina.

### Hameaux
Meano était une commune jusqu'en 1928, date de son intégration dans Perosa. Elle fut française jusqu'en 1713. La famille Contandin (de Fernandel) était originaire du  hameau de Passoir, dans l'ancienne commune de Meano.
Ciapela était moitié française et moitié piémontaise : la rue principale servait de frontière.

## Administration
| Période                                  | Période | Identité          | Étiquette | Qualité |
| ---------------------------------------- | ------- | ----------------- | --------- | ------- |
|                                          |         | Giovanni Laurenti |           |         |
| Les données manquantes sont à compléter. |         |                   |           |         |

### Communes limitrophes
Coazze, Giaveno, Roure, Pinasca, Perrero, Pomaretto, Inverso Pinasca.